# Campionato francese di pallacanestro
Il campionato francese di pallacanestro è l'insieme delle competizioni cestistiche organizzate dalla Fédération Française de Basket-Ball. Nato nel 1921 solo per la pallacanestro maschile, ha aperto le porte ai tornei femminili nel 1937.
In ambito maschile il campionato è professionistico nelle prime due divisioni, mentre al femminile lo è solo la massima divisione. In entrambi i tornei sono presenti poi tre serie nazionali non professionistiche.

## Struttura

### Campionato maschile
- Campionati nazionali professionistici

1. LNB Pro A
2. LNB Pro B
- Campionati nazionali non professionistici

3. Nationale Masculine 1
4. Nationale Masculine 2
5. Nationale Masculine 3
- Campionati regionali non professionistici
- Campionati dipartimentali non professionistici

### Campionato femminile
- Campionati nazionali professionistici

1. Ligue Féminine de Basket
- Campionati nazionali non professionistici

2. Nationale Féminine 1
3. Nationale Féminine 2
4. Nationale Féminine 3
- Campionati regionali non professionistici
- Campionati dipartimentali non professionistici

## Campionato maschile
Il campionato francese maschile è nato nel 1921.
Nel 1987, da quando è nata la Ligue Nationale de Basket-ball, è stato formato un campionato professionistico quasi autonomo rispetto alla federazione francese di pallacanestro.
Attualmente il campionato professionistico è gestito dalla Ligue Nationale de Basket-ball e conta due divisioni, la Pro A, la più importante, di 16 squadre, e la Pro B, la cadetteria, di 18 squadre.
Nel corso degli anni la massima serie, prima dell'introduzione della LNB, ha avuto numerose denominazioni: dal 1921 al 1949 Excellence (Eccellenza), dal 1950 al 1987 Nationale 1, dal 1987 al 1992 Nationale 1 A, dal 1992 al 1993 Nationale A 1. Dal 1993 la denominazione è quella attuale, Pro A.
Al terzo, quarto e quinto livello si trovano i campionati non professionistici. La terza serie è costituita dal Nationale Masculine 1, un torneo singolo di 18 squadre. Come quarta serie vi è il Nationale Masculine 2, che comprende 56 squadre divise in quattro gironi. La quinta serie è il Nationale Masculine 3, che comprende 144 squadre suddivise in 12 gironi.
I campionati inferiori, sempre non professionistici, sono gestiti dai comitati regionali o dipartimentali.

## Campionato femminile
Il campionato francese femminile è nato nel 1937, quando la Fédération Française de Basket-Ball organizzò il primo torneo ufficiale.
Ogni squadra affronta tutte le altre compagini del raggruppamento di appartenenza due volte, una presso il proprio campo (partita in casa), una presso il campo avverso (partita in trasferta) con uno svolgimento che è detto girone all'italiana. Si assegnano due punti alla squadra che vince una partita e zero alla squadra sconfitta.
Esiste un solo campionato nazionale professionistico: la Ligue Féminine de Basket (Campionato femminile di pallacanestro). Si tratta della massima divisione del campionato francese, fondata nel 1998. Vi prendono parte quattordici squadre. Nel corso degli anni ha avuto varie denominazioni: dal 1937 al 1950 era l'Excellence (l'Eccellenza), poi fino al 1973 Nationale e fino al 1998 Nationale 1 A.
Seguono tre campionati professionali dilettantistici. La Nationale Féminine 1 (nota fino al 1998 come Nationale Féminine 1B) è il secondo livello del campionato francese. Comprende 16 squadre. La Nationale Féminine 2 è il terzo livello del campionato francese. Comprende 56 squadre divise in quattro gironi. La Nationale Féminine 3 è il quarto e ultimo livello nazionale del campionato francese. Comprende 96 società divise in otto gironi.
I campionati inferiori sono gestiti dai comitati regionali o dipartimentali.